# Periclimenes compressus
Periclimenes compressus är en kräftdjursart som beskrevs av Lancelot Alexander Borradaile 1915. Periclimenes compressus ingår i släktet Periclimenes och familjen Palaemonidae. Inga underarter finns listade i Catalogue of Life.